# パトリシア・バリー
パトリシア・バリー（Patricia Barry,  1922年11月22日 - 2016年10月11日）は、アメリカ合衆国の女優である。

## 来歴
1922年、アイオワ州のダベンポートに生まれる。その後、ニューハンプシャー州で舞台デビューを果たし、1946年に『Her Kind of Man』でノークレジットながら映画デビュー。1950年代にはブロードウェイの舞台にも立った。1940年代後半から出演作を増やし続け、1950年代にはテレビシリーズなどへも出演してキャリアを確立。役柄で知られているのはオムニバスドラマの映画化作品『トワイライトゾーン/超次元の体験』のジョー・ダンテが監督したエピソードで、超能力を持つ少年にとらわれた疑似一家の母親を演じている。ちなみに1960年に同作品のテレビ版『トワイライト・ゾーン』へも出演している。

### 死去
2016年10月11日、カリフォルニア州のロサンゼルスで老衰のため死去。93歳だった。

## 出演作品

### 映画
- Her Kind of Man (1946) ※ノークレジット
- 王子と運ちゃん Two Guys from Milwaukee (1946)
- 愛憎の曲 Deception (1946) ※ノークレジット
- The Beast with Five Fingers (1946)
- ユーモレスク Humoresque (1946) ※ノークレジット
- 恐怖の叫び Cry Wolf (1947)
- When a Girl's Beautiful (1947)
- Rose of Santa Rosa (1947)
- Trapped by Boston Blackie (1948)
- Blazing Across the Pecos (1948)
- Singin' Spurs (1948)
- ちょっとフランス風 Slightly French (1949)
- Riders of the Whistling Pines (1949)
- 秘密調査員 The Undercover Man (1949)
- The Tattooed Stranger (1950)
- Send Me No Flowers (1964)
- セクシー・ダイナマイト Kitten with a Whip (1964)
- ニューヨークの恋人 Dear Heart (1964)
- 実験結婚 The Marriage of a Young Stockbroker (1971)
- トワイライトゾーン/超次元の体験 Twilight Zone: The Movie (1983)
- For Keeps? (1988)
- シー・オブ・ラブ Sea of Love (1989)
- She Woke Up (1992)

### テレビドラマ
- Man Against Crime (1952)
- スタジオ・ワン Studio One (1955, 1958)
- アルコア・アワー The Alcoa Hour (1956, 1957)
- Matinee Theatre (1957, 1958)
- ガンスモーク Gunsmoke (1958, 1960, 1970)
- プレイハウス90 Playhouse 90 (1958)
- マーベリック Maverick (1958, 1959)
- 第三の男 The Third Man (1959)
- サンセット77 77 Sunset Strip (1959)
- アリゾナ・トム Sugarfoot (1959)
- 名探偵ダイヤモンド Richard Diamond, Private Detective (1959)
- ララミー牧場 Laramie (1959)
- ザ・ミリオネア The Millionaire (1959, 1960)
- ライフルマン The Rifleman (1959, 1960)
- ジェネラル・エレクトリック・シアター General Electric Theater (1959, 1960, 1961, 1962)
- ブロンコ Bronco (1960)
- 拳銃街道 Tales of Wells Fargo (1960)
- おじさまはひとりもの Bachelor Father (1960, 1961)
- ペリー・メイスン Perry Mason (1960, 1961, 1963)
- パパ大好き My Three Sons (1960, 1962)
- ローハイド Rawhide (1960, 1963)
- ミステリーゾーン Twilight Zone (1960, 1963)
- 私立探偵マイケル・シェーン Michael Shayne (1961)
- ベン・ケーシー Ben Casey (1961)
- サーカス西部を行く Frontier Circus (1962)
- ドクター・キルデア Dr. Kildare (1962 - 1965)
- ルート66 Route 66 (1962)
- ディズニーランド Disneyland (1962)
- バージニアン The Virginian (1963)
- アルフレッド・ヒッチコック・アワー The Alfred Hitchcock Hour (1963, 1965)
- イレブンス・アワー The Eleventh Hour (1963)
- すてきなケティ The Farmer's Daughter (1964)
- 0022アンクルの女 The Girl from U.N.C.L.E. (1967)
- グリーン・ホーネット The Green Hornet (1967)
- 猛烈アパッチ鉄道 Iron Horse (1967)
- 特捜刑事サム The Felony Squad (1967)
- ハイシャパラル The High Chaparral (1967)
- ガンマン無情 The Guns of Will Sonnett (1967)
- 弁護士ジャッド Judd for the Defense (1968)
- 鬼警部アイアンサイド Ironside (1968)
- マニックス Mannix (1969)
- いたずら天使 The Flying Nun (1969)
- 特命捜査官モンティ・ナッシュ Monty Nash (1971)
- デイズ・オブ・アワ・ライブス Days of Our Lives (1972, 1973)
- 女刑事ペパー Police Woman (1975)
- 刑事コロンボ/ 『ビデオテープの証言』 Columbo (1975)
- チャーリーズ・エンジェル Charlie's Angels (1977)
- 大西洋を乗っとれ The French Atlantic Affair (1979)
- スリーズ・カンパニー Three's Company (1979)
- Dr.刑事クインシー Quincy M.E. (1980)
- オール・マイ・チルドレン All My Children (1981)
- ガイディング・ライト The Guiding Light (1985 - 1987)
- サイモン&サイモン Simon & Simon (1986)
- ジェシカおばさんの事件簿 Murder, She Wrote (1989, 1994)
- ダラス Dallas (1991)
- ゴーストライター Ghostwriter (1993)
- プロビデンス Providence (2001)